# Brusné

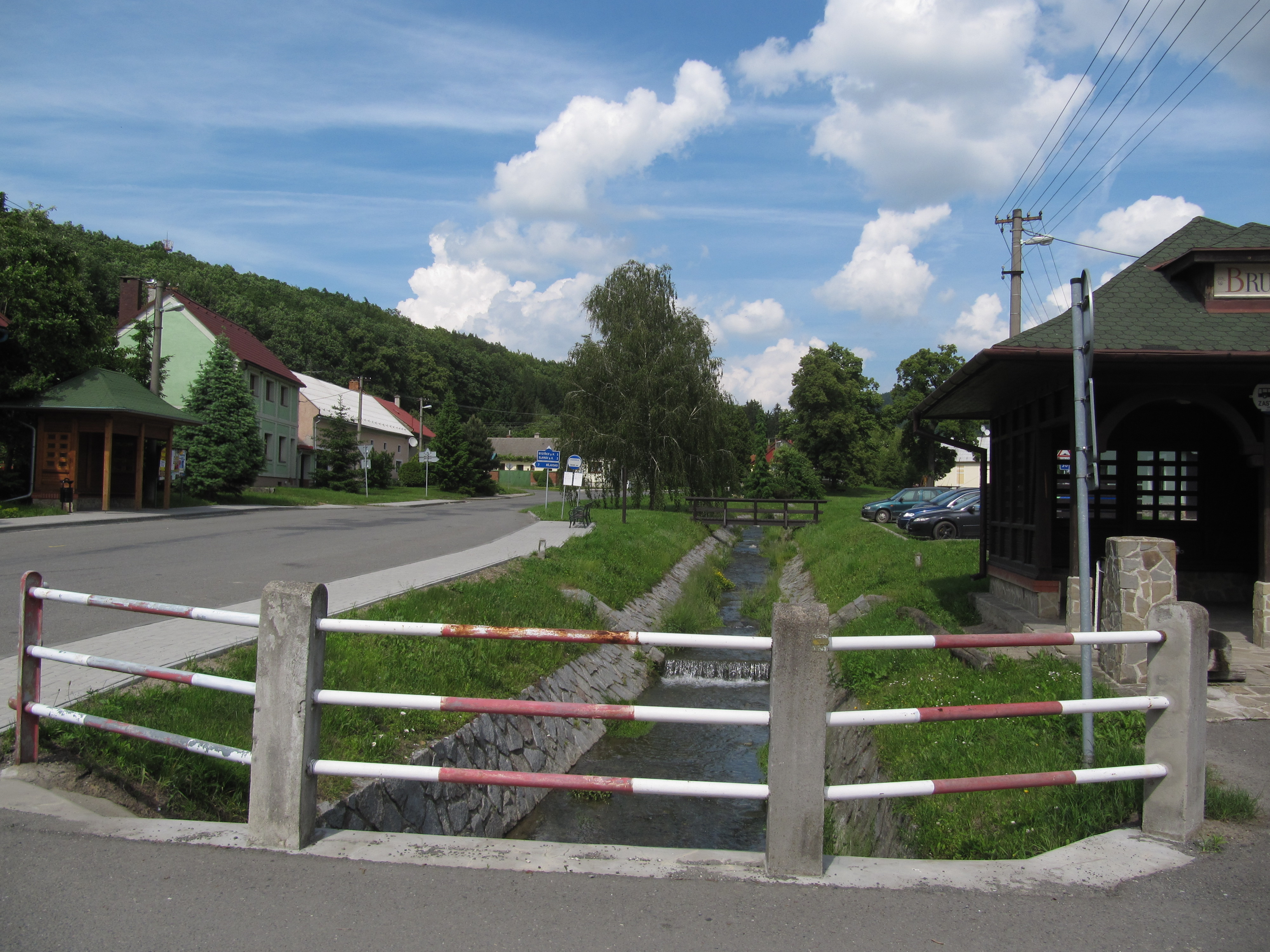
Brusné (2013)

Brusné (deutsch Brusin, 1939–1945 Brausnitz) ist eine Gemeinde in Tschechien. Sie liegt vier Kilometer südlich von Bystřice pod Hostýnem und gehört zum Okres Kroměříž.

## Geographie
Brusné befindet sich am westlichen Fuße der Hosteiner Berge am Übergang zur Podbeskydská pahorkatina (Vorbeskidenhügelland). Das Dorf erstreckt sich am Unterlauf des Baches Brusenka bis zu dessen Einmündung in die Rusava am Rande des Naturparks Hostýnské vrchy. Nördlich erhebt sich der Chlum (418 m), im Nordosten die Hůrka (421 m), der Hostýn (734 m) und die Bukovina (657 m), östlich der Nad Pasekami (588 m), im Süden der Barvínek (571 m) und die Lysina (597 m) sowie nordwestlich die Polámaná (302 m). Zwei Kilometer nordwestlich verläuft die Bahnstrecke Hulín – Valašské Meziříčí, die nächste Bahnstation ist Hlinsko pod Hostýnem.
Nachbarorte sind Chlum und Slavkov pod Hostýnem im Norden, Hostýn und Na Pasekách im Nordosten, Tesák und Vičanov im Osten, Hranečník und Rusava im Südosten, Lukoveček, Hadovna und Přílepy im Süden, Žopy, Dobrotice und Jankovice im Südwesten, Chomýž im Westen sowie Hlinsko pod Hostýnem und Bílavsko im Nordwesten.

## Geschichte
Die erste schriftliche Erwähnung des zur Burg Křídlo gehörigen Dorfes Brussne erfolgte 1358 in der Olmützer Landtafel als Besitz des Oneš von Slavkov. Im Jahre 1365 erwarb Wilhelm von Kunstadt zusammen mit der Burg Křídlo auch Brusne von Vlk von Dobrotice. Nach dem Tode von Wilhelm und dessen Bruder Boček erwarb 1374 Ctibor von Cimburg den Besitz. Die Burg bildete den Sitz eines Familienzweiges der Cimburger, der das Prädikat von Krzidlo (z Křídla) verwendete. Zu den weiteren Besitzern gehörten in der Mitte des 15. Jahrhunderts die Brüder Leonard und Herbort von Bořitov und Počenice, die sich auch als von Křídlo bezeichneten. Ihnen folgte Herborts Witwe Machna von Krčmaň, die auf der Burg eine der größten Falschmünzereien in Mähren betrieb. 1475 besetzte der königliche Oberstmünzmeister Albrecht Kostka von Postupitz die Burg, er wurde durch das mährische Landesgericht jedoch zur Herausgabe an Machna verurteilt. Zum Ende der 1470er Jahre wurden die Burg und das zugehörige Dorf Chlumečná während der böhmisch-ungarischen Machtkämpfe von den Truppen Matthias Corvinus zerstört. 1481 verkaufte Machna von Krčmaň die wüste Burg mit dem Hof und der Mühle in Brusne, dem wüsten Dorf Chlumečná und weiteren Gütern an Zdenko von Kokor. Dieser veräußerte die Herrschaft Křídlo noch im selben Jahre an die Herren von Hustopeč, die sie an Bystřice anschlossen.
Seit 1519 ist in Brusne ein herrschaftlicher Vogt nachweislich, der auch für Chomýž zuständig war. Außer der Mahlmühle bestand in dem Dorf im 16. Jahrhundert noch eine Sägemühle und eine Schmiede; zudem wurden Schlitten und Schleifsteine gefertigt. Nachfolgende Besitzer waren u. a. die Prusinovský von Víckov, die Herren von Lobkowicz und ab 1650 Johann von Rottal. Dieser vereinigte die Bystřice mit Holešov zu einer großen Herrschaft und begann mit der Rekatholisierung der Untertanen. Im Jahre 1651 waren noch über die Hälfte der Einwohner des Dorfes Nichtkatholiken. Seit 1672 wurde das Dorf als Brusny bezeichnet. Das älteste Ortssiegel stammt von 1718. Im Jahre 1763 erlosch das Geschlecht der Grafen von Rottal im Mannesstamme; bei der Aufteilung der Herrschaft Holešov-Bystřice unter den Erben wurde Brusny wieder nach Bystřice untertänig. Nach dem Bau der neuen Kirche in Bílavsko wurde dort 1784 eine eigene Pfarre eingerichtet und Brusny von Bystřice ausgepfarrt. 1789 folgten die della Rovere di Monte l´Abbate als neue Besitzer und 1804 erwarb Johann Nepomuk Graf Wengerský die Herrschaft. 1808 gründete der Holleschauer Jude Muchael Schimerle mit herrschaftlicher Konzession in Brusny eine Hütte zur Fabrikation von Pottasche (Salajka). 1813 kaufte Josef Kaufmann die Pottaschesiederei und drei Jahre später erwarben Martin Hrček und Isaak Kohn aus Holleschau dieselbe. Ab 1827 gehörte die Herrschaft Bystřice den Grafen Laudon. 1836 wurde im Armenhaus (pastouška) von Chomýž eine Schule eingerichtet, in der der Lehrer aus Bílavsko den Kindern aus Chomýž und Brusny Unterricht erteilte. Bis zur Mitte des 19. Jahrhunderts blieb Brusny immer nach Bystřice untertänig.
Nach der Aufhebung der Patrimonialherrschaften bildete Brusny / Brusin ab 1850 eine Gemeinde in der Bezirkshauptmannschaft Holleschau. 1851 verkauften Hrček und Kohn die Pottaschesiederei, die zu dieser Zeit einen Jahresausstoß von 100 Doppelzentnern Salajka hatte, an M. Kapp aus Holleschau. Seit 1872 führte die Gemeinden den Namen Brusný. 1893 entstand die Straße nach Chomýž und 1901 die nach Bílavsko. Der heutige Ortsname Brusné ist seit 1924 gebräuchlich. Nach der Aufhebung des Okres Holešov wurde die Gemeinde 1960 dem Okres Kroměříž zugeordnet. Am 6. und 7. Juli 1997 war die Gemeinde von einem Jahrhunderthochwasser der Rusava betroffen.

## Gemeindegliederung
Für die Gemeinde Brusné sind keine Ortsteile ausgewiesen.

## Sehenswürdigkeiten
- Kapelle, erbaut 1840
- Steinernes Kreuz
- Reste der Burg Křídlo, südlich des Dorfes am Barvínek. Sie wurde in den 1470er Jahren während des böhmisch-ungarischen Krieges zerstört. Archäologische Funde belegen auch die Existenz der Falschmünze.
- Reste der Burg Chlum, nördlich des Ortes auf dem gleichnamigen Hügel